# Seven Sudamericano Femenino 2019 (Lima)
El Seven Sudamericano Femenino de junio de 2019 fue la decimoséptima edición del principal torneo femenino de rugby 7 organizado por Sudamérica Rugby. Se disputó por primera vez en el Parque Panamericano de Villa María del Triunfo de la ciudad de Lima (Perú).
El equipo campeón del Sudamericano obtuvo la única plaza a los Juegos Olímpicos de Tokio 2020, mientras que el segundo y tercer clasificado disputarán el Torneo Preolímpico Mundial. Además, estuvo en juego la última plaza para los Juegos Panamericanos de 2019. Dicha plaza la obtuvo el mejor equipo del certamen salvo Brasil, Argentina y Perú (que ya estaban clasificados).

## Equipos participantes
- Selección femenina de rugby 7 de Argentina (Las Pumas)
- Selección femenina de rugby 7 de Brasil (As Yaras)
- Selección femenina de rugby 7 de Chile (Las Cóndores)
- Selección femenina de rugby 7 de Colombia (Las Tucanes)
- Selección femenina de rugby 7 de Costa Rica (Las Guarias)
- Selección femenina de rugby 7 de Guatemala (Las Jaguares)
- Selección femenina de rugby 7 de Paraguay (Las Yacarés)
- Selección femenina de rugby 7 de Perú (Las Tumis)
- Selección femenina de rugby 7 de Uruguay (Las Teras)
- Selección femenina de rugby 7 de Venezuela (Las Orquídeas)

## Clasificación[2]

### Zona A

#### Posiciones
| Pos. | Equipo    | Encuentros | Encuentros | Encuentros | Encuentros | Tantos  | Tantos    | Tantos     | Puntos |
| Pos. | Equipo    | jugados    | ganados    | empatados  | perdidos   | a favor | en contra | diferencia | Puntos |
| ---- | --------- | ---------- | ---------- | ---------- | ---------- | ------- | --------- | ---------- | ------ |
| 1    | Brasil    | 4          | 4          | 0          | 0          | 200     | 17        | + 183      | 12     |
| 2    | Perú      | 4          | 3          | 0          | 1          | 80      | 50        | + 30       | 9      |
| 3    | Paraguay  | 4          | 2          | 0          | 2          | 65      | 79        | - 14       | 6      |
| 4    | Venezuela | 4          | 1          | 0          | 3          | 36      | 123       | - 87       | 3      |
| 5    | Guatemala | 4          | 0          | 0          | 4          | 15      | 127       | - 112      | 0      |

Nota: Se otorgan 3 puntos al equipo que gane un partido, 2 al que empate y 0 al que pierda
|  | Clasificados a Semifinales |

#### Resultados
| 1 de junio | Perú | 19 - 5 | Paraguay |  |  |

| 1 de junio | Brasil | 55 - 0 | Venezuela |  |  |

| 1 de junio | Brasil | 55 - 0 | Guatemala |  |  |

| 1 de junio | Perú | 27 - 5 | Venezuela |  |  |

| 1 de junio | Brasil | 50 - 5 | Paraguay |  |  |

| 1 de junio | Perú | 22 - 0 | Guatemala |  |  |

| 1 de junio | Paraguay | 36 - 0 | Venezuela |  |  |

| 2 de junio | Brasil | 40 - 12 | Perú |  |  |

| 2 de junio | Paraguay | 19 - 10 | Guatemala |  |  |

| 2 de junio | Venezuela | 31 - 5 | Guatemala |  |  |

### Zona B

#### Posiciones
| Pos. | Equipo     | Encuentros | Encuentros | Encuentros | Encuentros | Tantos  | Tantos    | Tantos     | Puntos |
| Pos. | Equipo     | jugados    | ganados    | empatados  | perdidos   | a favor | en contra | diferencia | Puntos |
| ---- | ---------- | ---------- | ---------- | ---------- | ---------- | ------- | --------- | ---------- | ------ |
| 1    | Colombia   | 4          | 3          | 1          | 0          | 164     | 31        | + 133      | 12     |
| 2    | Argentina  | 4          | 3          | 1          | 0          | 154     | 24        | + 130      | 12     |
| 3    | Chile      | 4          | 2          | 0          | 2          | 45      | 64        | - 19       | 6      |
| 4    | Uruguay    | 4          | 1          | 0          | 3          | 25      | 112       | - 87       | 3      |
| 5    | Costa Rica | 4          | 0          | 0          | 4          | 0       | 157       | - 157      | 0      |

Nota: Se otorgan 3 puntos al equipo que gane un partido, 2 al que empate y 0 al que pierda
|  | Clasificados a Semifinales |

#### Resultados
| 1 de junio | Chile | 12 - 5 | Uruguay |  |  |

| 1 de junio | Argentina | 40 - 0 | Costa Rica |  |  |

| 1 de junio | Argentina | 24 - 24 | Colombia |  |  |

| 1 de junio | Chile | 26 - 0 | Costa Rica |  |  |

| 1 de junio | Argentina | 50 - 0 | Uruguay |  |  |

| 1 de junio | Chile | 7 - 19 | Colombia |  |  |

| 1 de junio | Uruguay | 20 - 0 | Costa Rica |  |  |

| 2 de junio | Argentina | 40 - 0 | Chile |  |  |

| 2 de junio | Uruguay | 0 - 50 | Colombia |  |  |

| 2 de junio | Costa Rica | 0 - 71 | Colombia |  |  |

## Fase Final

### Semifinal

#### Semifinales de Oro
- 1.º A vs 2.º B
- 1.º B vs 2.º A

| 2 de junio | Brasil | 36 - 14 | Argentina |  |  |

| 2 de junio | Colombia | 19 - 5 | Perú |  |  |

### Finales

#### 9.º puesto
- 5.º A vs 5.º B

| 2 de junio | Guatemala | 19 - 17 | Costa Rica |  |  |

#### 7.º puesto
- 4.º A vs 4.º B

| 2 de junio | Venezuela | 0 - 24 | Uruguay |  |  |

#### 5.º puesto
- 3.º A vs 3.º B

| 2 de junio | Paraguay | 27 - 7 | Chile |  |  |

#### 3.º puesto
- Perdedores 1.º A – 2.º B vs 1.º B – 2.º A

| 2 de junio | Argentina | 22 - 12 | Perú |  |  |

#### 1.º puesto
- Ganadores 1.º A – 2.º B vs 1.º B – 2.º A

| 2 de junio | Brasil | 28 - 15 | Colombia |  |  |

| Bandera de Brasil   |
| Campeón Brasil      |
| Décimo sexto título |

## Posiciones finales
| Posición | Selección  |
| -------- | ---------- |
| 1        | Brasil     |
| 2        | Colombia   |
| 3        | Argentina  |
| 4        | Perú       |
| 5        | Paraguay   |
| 6        | Chile      |
| 7        | Uruguay    |
| 8        | Venezuela  |
| 9        | Guatemala  |
| 10       | Costa Rica |

## Países clasificados a torneos intercontinentales
| Competencias                      | Países clasificados                                                                            |
| --------------------------------- | ---------------------------------------------------------------------------------------------- |
| Juegos Olímpicos de Tokio 2020    | Brasil                                                                                         |
| Torneo Preolímpico Mundial        | Colombia Argentina                                                                             |
| Juegos Panamericanos de Lima 2019 | Perú (anfitrión) Brasil (clasificado previamente) Argentina (clasificado previamente) Colombia |